# Ràdio Vilamajor
Ràdio Vilamajor es la emisora Municipal de San Antonio de Vilamajor en el Vallés Oriental (provincia de Barcelona). 
Emite en la Frecuencia Modulada en el 98,0 MHz y por Internet.
Inició sus emisiones el periodo de pruebas el 5 de enero de 2004, retransmitiendo la cabalgata de Reyes de ese año. A principios de los años 80 y a mediados de los 90 ya hubo dos intentos de comenzar este proyecto pero finalizaron sin éxito.

## Cobertura
Mediante la Frecuencia Modulada la cobertura de Ràdio Vilamajor es actualmente irregular, además de San Antonio de Vilamajor la señal puede recibirse en otros municipios cómo Llinars del Vallés, San Pedro de Vilamajor, Cánoves, Villalba Saserra, Vallgorguina o Montseny.
Ràdio Vilamajor emite para todo el mundo por internet.